# Petőfiváros megállóhely
Petőfiváros megállóhely egy Bács-Kiskun vármegyei vasúti megállóhely, Kiskunfélegyháza településen, a MÁV üzemeltetésében. A város belterületének északi szélén található, az 5-ös főút és a vasútvonal kereszteződése mellett, de rövid sétával elérhető a 4614-es út irányából, a Bankfalu városrész legnyugatibb pontjánál lévő Tanyasori útelágazás buszmegálló felől.

## Vasútvonalak
A megállóhelyet az alábbi vasútvonalak érintik:
- Kiskunfélegyháza–Kunszentmárton-vasútvonal

## Kapcsolódó állomások
A megállóhelyhez az alábbi állomások vannak a legközelebb:
- Kiskunfélegyháza vasútállomás
- Kismindszenti út megállóhely

## Forgalom
| Járat        | Útvonal | Gyakoriság |
| ------------ | --- | ---------- |
| személyvonat | Kiskunfélegyháza – Petőfiváros – Kismindszenti út – Borsihalom – Tiszaalpár alsó – Tiszaalpár – Tiszaalpár felső – Tőserdő – Árpádszállás – Lakitelek – Tiszaug-Tiszahídfő – Tiszaug – Tiszasas – Csépa – Szelevény – Kunszentmárton – Nagytőke – Szentes | Napi 5 pár |